# Levice
Levice (niem. Lewenz, węg. Léva) – miasto na południowym zachodzie Słowacji, w kraju nitrzańskim, siedziba powiatu Levice. Leży nad rzeką Hron. Miasto liczy około 35 tysięcy mieszkańców (w tym ponad 9% Węgrów), jego powierzchnia wynosi 61 km². Ośrodek turystyczny, przemysłowy (park przemysłowy Levice – Gena).

## Położenie
Miasto położone jest 163 m nad poziomem morza. Leży na Pogórzu Naddunajskim (słow. Podunajská pahorkatina) u południowych podnóży Gór Szczawnickich, w północnej części tzw. Hronskej nivy, rozciągającej się w szerokich widłach Hronu i jego lewostronnego dopływu Sikenicy. Przez miasto przepływa sztuczne ramię Hronu, zwane Perec, zasilające m.in. położony w jego południowej części rozległy kompleks stawów rybnych, znanych jako Levické rybníky.

## Historia
Pierwsza wzmianka o miejscowości pochodzi z 1156 roku (zachowana została jednak tylko w odpisie z roku 1347). Kolejna wzmianka o miejscowości pochodzi z roku 1300. Pod koniec XIII w. wzniesiony został zamek, którego kasztelan wspominany był już w roku 1313.

## Linki zewnętrzne

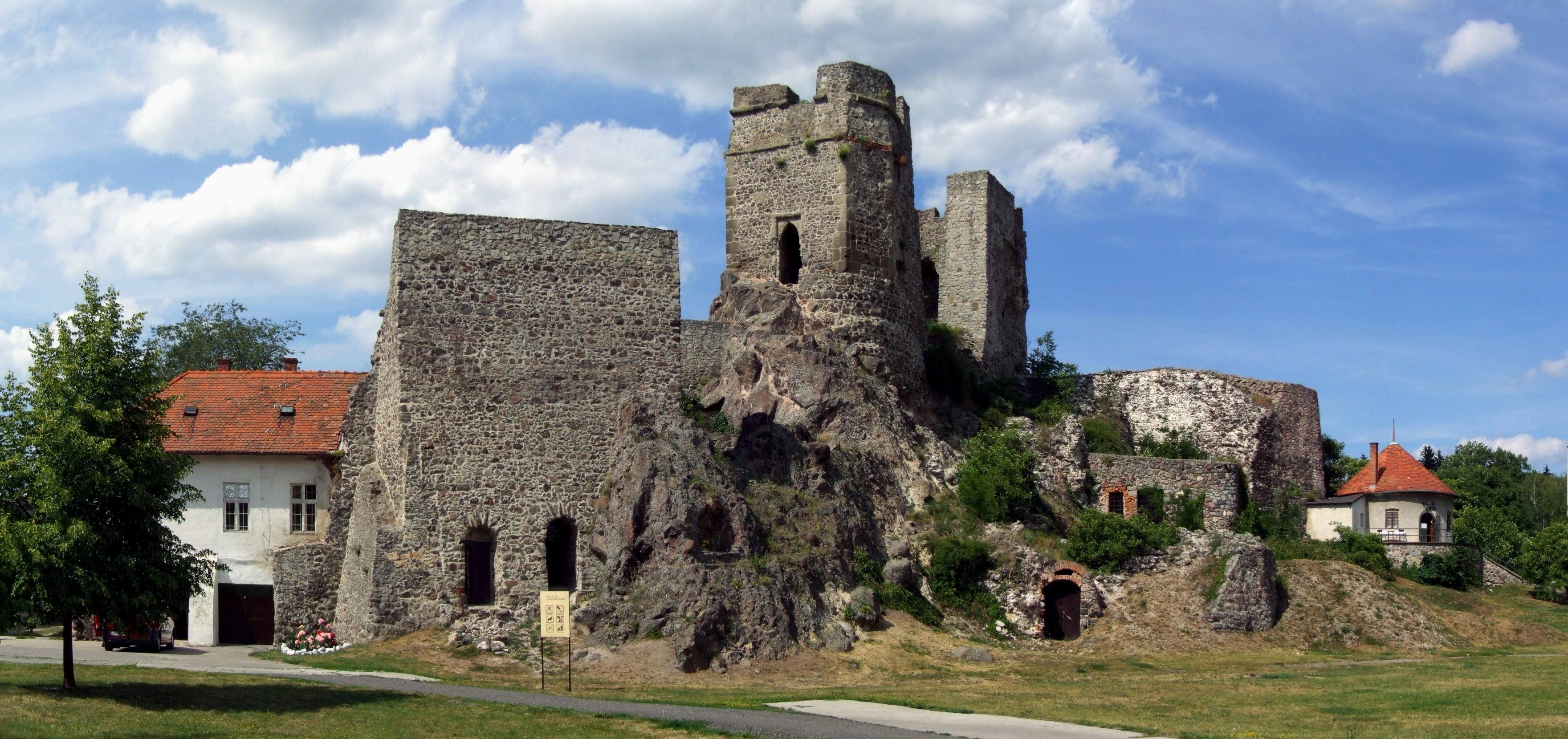
Zamek

## Miasta partnerskie
- Lubaczów[8] (od 2018)